# 何良傅
何良傅（1509年—1562年），字叔皮、叔毗，號大壑，直隸松江府華亭縣人，竈籍，明朝政治人物。

## 生平
嘉靖十九年（1540年）庚子科應天鄉試第二十四名舉人，二十年（1541年）中式辛丑科會試第十三名，三甲第七名進士。授行人司行人，奉命出使瀋藩、魯藩，升刑部陝西司主事，改南京禮部儀制司主事，升南京禮部祠祭司郎中，贈封父母如典，引疾致仕歸里，四十一年（1562年）卒。

## 家族
曾祖何復；祖父何泉，號澹菴；伯父何嗣，號訥軒；父何孝，號靜軒，壽官。嫡母曹氏；生母孫氏。慈侍下。兄何良佐、何良俊（南京翰林院孔目）。